# 推古地震
推古地震（すいこじしん）は、『日本書紀』に現れる日本最古の被害記録が残る歴史地震。

## 地震の記録
『日本書紀』推古天皇7年4月27日（ユリウス暦599年5月26日、グレゴリオ暦5月28日）の条項に被害地震の記述が登場する。
地震が発生し建造物が悉く倒壊した。四方に命じて地震の神を祭らせたという。聖徳太子の伝記によれば、太子が地震を予測して建物の補強を促し、地震後は税の免除を建言したと伝わる。
- 『日本書紀』巻第二十二

『聖徳太子伝暦』

『熊野年代記』（古写・歳代記）にも『日本書紀』類似の記録があり、『豊浜町誌』にも讃岐国で微震であったことが記されているが、これらは『日本書紀』よりも遥か後世に記されたものであり詳細は不明である。
- 『熊野年代記』

- 『豊浜町誌』

## 地震像
地震学者の今村明恒は「日本初の地震記録である被害記述のみられない允恭地震とは対照的に、本地震こそ正史に現れる最初の大地震である」とし、また「この地震は当時の都の位置から『大日本地震史料』は「大和国地震ヒ」としているが、四方をして地震の神を祭らしめた位であるから、そう狭小な範囲の地震ではなかったであろう」と推定している。
同じく地震学者の河角廣は規模MK = 4.3と判定し、マグニチュードは M = 7.0と換算しているが、震央は示しておらず規模の根拠も不明である。